# Günthersbad

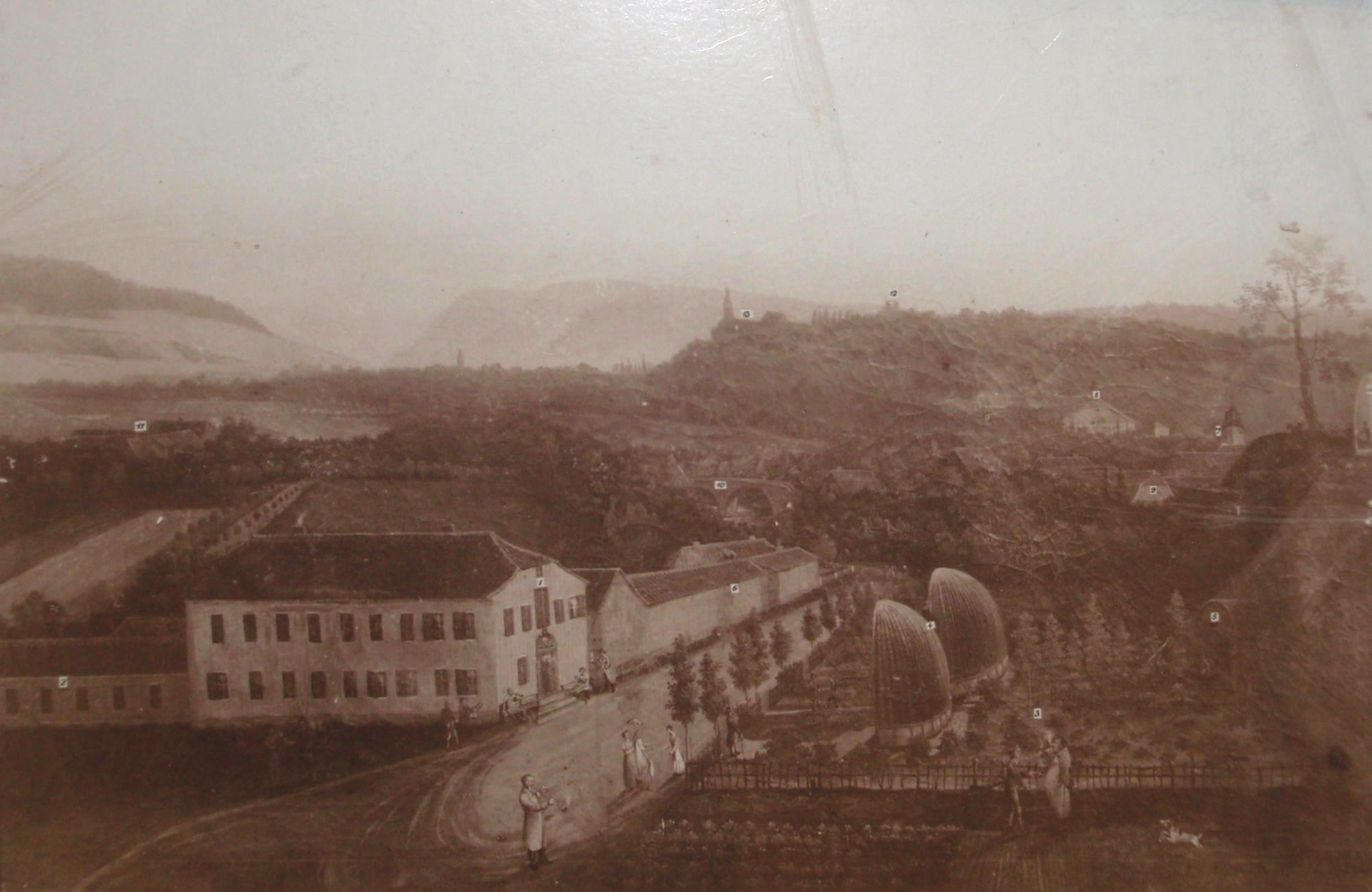
Das Heilbad Günthersbad zu Stockhausen zwischen 1815 und 1842

Das Günthersbad bei Stockhausen war ein Heilbad im Fürstentum Schwarzburg-Sondershausen, das zwischen 1815 und 1842 existierte und von einer Schwefelquelle gespeist wurde.

## Entstehung und Anfänge
Im Bereich der Stockhäuser Mühle wurde im Jahr 1814 ein bereits 1811 gebohrter Brunnen durch den Hofarzt Christian Friedrich Bucholz als Schwefelquelle identifiziert. Daraufhin berief der Fürst Günther Friedrich Carl I. von Schwarzburg-Sondershausen (reg. 1794–1835) eine sechsköpfige Brunnendirektion, die die ökonomische und medizinische Leitung des eröffneten Heilbades übertragen wurde. Die Anstalt verfügte zunächst über zehn Baderäume. Der Badegast zahlte für ein Bad 8 Groschen und wenn der Arzt Badekuren verordnete, waren diese sogar kostenlos. In den Sommermonaten Juli, August, September im ersten Jahr 1815 besuchten bereits 325 Gäste aus ganz Deutschland das Heilbad.

## Wirkung

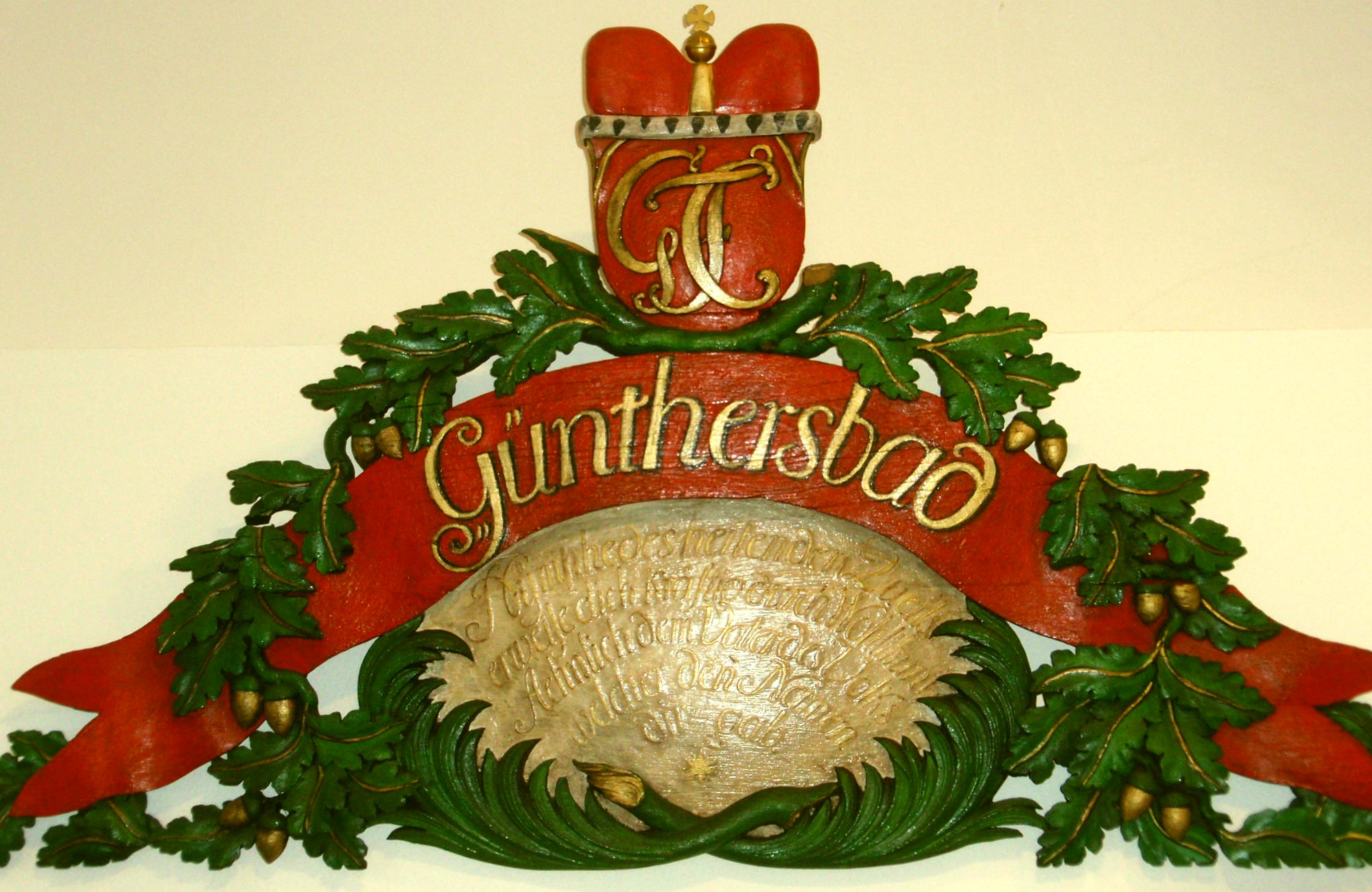
Eingangsschild vom Günthersbad, Holz, um 1815

Von der heilsamen Wirkung des Wassers versprach man sich Linderung und Heilung bei folgenden Krankheiten und Beschwerden:

„[…] Gicht […], Rheumatismen, Hämorrhoidalbeschwerden, Unordung der monatlichen Periode […], Hysterie, Hypochondrie (Schwermütigkeit), Schwäche des Unterleibes, Verdauungsfehler, Verschleimung, Sodbrennen […], schleimichte und krampfhafte Engbrüstigkeit, chronische Hautkrankheiten, langwierige Ausschlagskrankheit der Augenlieder, auch wirksam gegen Würmer.“

## Ende
Die zunehmenden Zweifel an der Heilkraft des Wassers und auch wirtschaftliche Schwierigkeiten führten am 22. Mai 1842 zur Schließung des Heilbades. Die Gebäude wurden größtenteils verkauft und auch teilweise zum Abriss freigegeben.